# استيبان لازو هرنانديز
استيبان لازو هرنانديز (بالإسبانية: Juan Esteban Lazo Hernández)‏ هو سياسي كوبي، ولد في 26 فبراير 1944 في كوبا. حزبياً، نشط في الحزب الشيوعي الكوبي. وقد انتخب عضو في الجمعية الوطنية لكوبا.
في 25 فبراير 2013 ، تم تعيين لازو رئيسًا الجمعية الوطنية لكوبا.